# 莫寧縣
莫寧縣，又作孟养县，缅甸华侨旧作抹允，是緬甸克欽邦下辖的一个县，其區域面積為15,403.0平方公里，2014年人口673,608人。莫寧為該縣首府。

## 行政区划
莫寧縣下辖3个镇区：
- 莫岡鎮區（Mogaung Township）
- 莫寧鎮區（Mohnyin Township）
- 帕敢镇区（Hpakant Township）